# Thiago Braga de Oliveira
Thiago Braga de Oliveira (* 1988 in Itamaraju, Bahia, Brasilien) ist ein brasilianisch-deutscher Schauspieler.

## Leben
Thiago Braga de Oliveira absolvierte seine Schauspielausbildung von 2010 bis 2013 an der Schule für Schauspiel Hamburg, wo er auch in mehreren Theaterproduktionen auftrat.
Nach seiner Mitwirkung in verschiedenen Musikvideos, Kurz- und Werbefilmen (u. a. für Mediamarkt, Tom Tailor und Gillette) arbeitet er seit 2019 hauptsächlich für das Fernsehen. 
Sein TV-Debüt gab er 2020 in der Dokufiction Der Kanal – 125 Jahre Nord-Ostsee-Kanal, in der er die Rolle des Federico Rinaldi übernahm. In der 34. Staffel der Vorabendserie Großstadtrevier (2021) verkörperte er, an der Seite von Saskia Fischer und Maureen Havlena, in einer Doppelfolge den Laborarzt Dr. Philipp Bause.
In der ZDFneo-Comedyserie Deadlines (2021) übernahm er eine Episodenrolle als „Latin Lover“ Lounis Belmadi. Eine durchgehende Seriennebenrolle hatte er als Esteban, der nervige Agenturkollege der Architektin und Hauptfigur Annika Baer (Eva Maria Jost) in der ZDFneo-Dramaserie WIR (2021).
In dem TV-Film Theresa Wolff – Home Sweet Home, dem Auftaktfilm der im Herbst 2021 erstmals ausgestrahlten ZDF-Reihe Theresa Wolff, spielte Thiago Braga de Oliveira den Wissenschaftler Ben Jones, den Lebensgefährten der weiblichen Hauptfigur. Im September 2021 stand er für eine Episodenhauptrolle in der 3. Staffel der ZDF-Serie Blutige Anfänger vor der Kamera, in der er den jungen charismatischen, deutsch-brasilianischen Architekten Oscar Ribeiro-Weingartner spielte.
Von Oktober 2022 bis März 2023 war er in der TV-Serie Alles was zählt als „zwielichtiger Playboy“, Koch und Betreiber des Imbisswagens „Pommes Schranke“ Gabriel Larssen zu sehen. Von Dezember 2022 bis April 2024 gehörte er in der 5. und 6. Staffel der ZDF-Serie SOKO Hamburg als Polizeiermittler Luiz Viera dos Santos zur Hauptbesetzung des Ermittlerteams.
In der internationalen Kinoproduktion The Assessment (2024) war Thiago Braga de Oliveira unter der Regie von Fleur Fortuné an der Seite von Elizabeth Olsen, Alicia Vikander und Himesh Patel zu sehen.
In der 10. Staffel der TV-Serie In aller Freundschaft – Die jungen Ärzte (2025) spielte er den Hausmann Timo Scheel, der etwas Selbstbewusstsein und Anerkennung für seine tägliche Care-Arbeit braucht.
2023 übernahm er in DESIRE. Über Sex, Arbeit und queeres Begehren zum ersten Mal eine Hörspiel-Rolle für den WDR.
Thiago Braga de Oliveira lebt in Berlin.

## Filmografie (Auswahl)
- 2020: Der Kanal – 125 Jahre Nord-Ostsee-Kanal (Dokufiction)
- 2021: Großstadtrevier: Frau Küppers und der Tod (Fernsehserie, Doppelfolge)
- 2021: Deadlines: Goldstein Girls (Fernsehserie, eine Folge)
- 2021: Theresa Wolff – Home Sweet Home (Fernsehfilmreihe)
- 2021: WIR (Fernsehserie, Serienrolle)
- 2022: Blutige Anfänger: Toxisch (Fernsehserie, eine Folge)
- 2022–2023: Alles was zählt (Fernsehserie, Serienrolle)
- 2022–2024: SOKO Hamburg (Fernsehserie, Serienrolle)
- 2024: The Assessment
- 2025: Bettys Diagnose: Doc Batman (Fernsehserie, eine Folge)
- 2025: Die Kanzlei: Ohne Folgen (Fernsehserie, eine Folge)
- 2025: Die Drei von der Müllabfuhr – Der Neue (Fernsehreihe)
- 2025: In aller Freundschaft – Die jungen Ärzte: Bindungen (Fernsehserie, eine Folge)